# Vanessa Bernauer
Vanessa Bernauer (* 23. März 1988 in Zürich) ist eine ehemalige Schweizer Fussballspielerin.

## Karriere

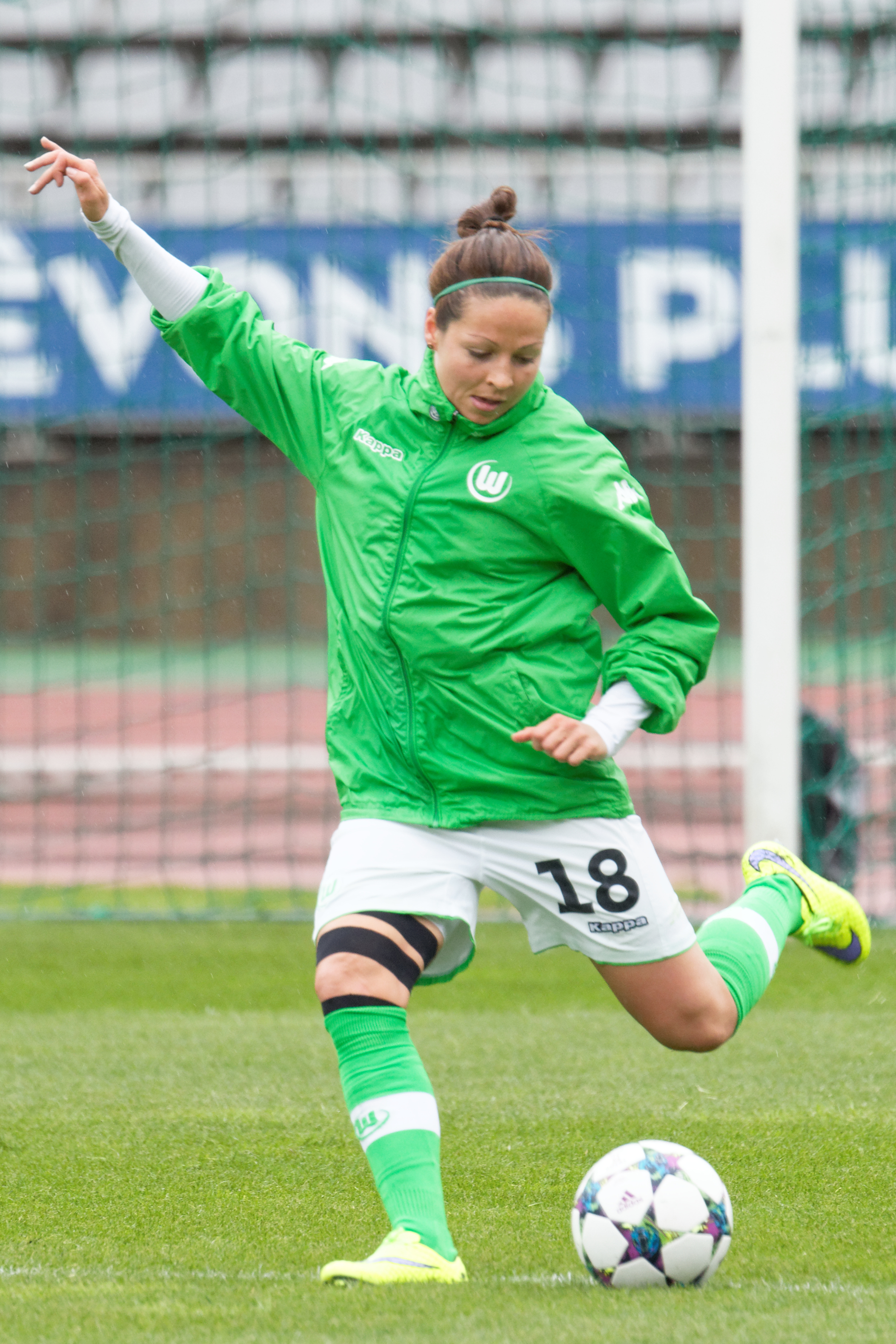
PSG vs. Wolfsburg

### Vereine
Die Tochter des Fussballers Daniel Bernauer begann im Alter von zehn Jahren beim FC Bülach mit dem Fussballspielen. 2003 folgte der Wechsel zum FC Zürich Frauen (bis 2005 SV Seebach, bis 2008 FFC Zürich Seebach), für den sie bis 2010 in der Nationalliga spielte. Mit Zürich gewann sie 2008, 2009 und 2010 insgesamt drei Schweizer Meistertitel sowie 2007 den Schweizer Cup. Zur Saison 2010/11 wechselte die Mittelfeldspielerin zu Levante UD in die spanische Liga, wo sie drei Spielzeiten aktiv war. Im Sommer 2013 unterschrieb Bernauer einen Vertrag beim Bundesligaaufsteiger BV Cloppenburg. Ihr Bundesligadebüt gab sie am 8. September 2013 (1. Spieltag) im Spiel gegen die SGS Essen, in dem sie mit den Treffern zum 1:0 und zum 3:3-Endstand ihre ersten beiden Tore erzielte. Nach 22 Spielen und fünf Toren für den BV Cloppenburg wechselte sie in der Sommerpause 2014 zum deutschen Meister VfL Wolfsburg. Mit diesem Verein gewann sie zweimal die deutsche Meisterschaft und viermal den Pokal. Zweimal qualifizierte sich das Team für den Champions-League-Final, beide Male gingen diese jedoch verloren.
Nach vier Jahren beim VfL wechselte Bernauer im Juli 2018 nach Italien zur gerade neugegründeten AS Rom. 2021 gewann die AS Rom mit ihr den Cup und damit den ersten Titel der Vereinsgeschichte. Auf die Saison 2022/23 hin wechselte Bernauer zurück zum FC Zürich Frauen. Bei diesem spielte sie zwei Jahre, gewann 2023 einen weiteren Meistertitel und nahm in der Saison 2022/23 an der Champions League teil. Nach Ende der Saison 2023/24 trat sie im Alter von 36 Jahren vom Spitzensport zurück.

### Nationalmannschaften
Bernauer durchlief sämtliche Juniorenauswahlen des Schweizerischen Fussballverbands. 2005 und 2006 gehörte sie zum Schweizer Kader für die U-19-Europameisterschaft, mit der U-20-Auswahl nahm sie 2006 an der Weltmeisterschaft in Russland teil, schied mit ihrer Mannschaft allerdings in der Vorrunde aus. Am 25. Februar 2006 gab sie schliesslich im Alter von 17 Jahren ihr Debüt für die Schweizer A-Nationalmannschaft: im Testspiel gegen Dänemark kam sie in der 82. Minute für Flavia Schwarz in die Partie. 2015 nahm sie mit der Schweiz an der Weltmeisterschaft und 2017 an der Europameisterschaft teil. Ihr letztes Länderspiel für die Schweiz bestritt sie im Februar 2022.

## Erfolge
- Schweizer Meisterin 2008, 2009, 2010 und 2023 mit dem FC Zürich Frauen
- Schweizer Cupsiegerin 2007 mit dem FC Zürich Frauen
- Deutsche Pokalsiegerin 2015, 2016, 2017, 2018 mit dem VfL Wolfsburg
- Deutsche Meisterin 2017, 2018 mit dem VfL Wolfsburg